# Hidroelektrarna Dravograd
Hidroelektrarna Dravograd (kratica HE Dravograd) je ena izmed hidroelektrarn v Sloveniji; leži na reki Dravi. Spada pod podjetje Dravske elektrarne Maribor. 

## Zgodovina
Hidroelektrarno so začeli graditi Nemci leta 1941 zaradi vse večjih potreb po električni energiji za potrebe vojaške industrije. Gradnja je bila končana leta 1944; ob odprtju je bila tako prva elektrarna s stebrno izvedbo (poleg sočasno grajene HE Labot). Hidroelektrarna je začela delovati že leta 1944 z dvema od prvotno načrtovanih 3 turbin. 
5. aprila 1945 opoldne so zavezniki (450. bombniška skupina USAF z Liberatorji B-24, ki je priletela z juga Italije) bombardirali bližnji železniški most, ta je obstal, so pa zaradi nenatančnosti precej poškodovali elektrarno in upravne objekte. Po koncu druge svetovne vojne so začeli z obnovo, ki se je končala šele leta 1955, ko je bila vgrajena tretja turbina in je bila HE uradno odprta.
Dravograjsko jezero, umetno ustvarjeno akumulacijsko jezero zajema 5,6 milijona m³ vode. Elektrarna doseže moč 26 MW in z 8,9 m padcem na leto ustvari 142 milijonov kWh.